# Saber Ver a Arquitetura
Saper vedere l'architettura (em português "Saber ver a arquitetura") é um livro de teoria da arquitetura escrito por Bruno Zevi em 1948. Os seus textos são uma crítica à interpretação incorrecta que muitas vezes se faz da arquitectura mas também uma proposta para a avaliar segundo critérios que devem ser próprios da arquitectura, vários pontos de vista que nos permitam interpreta-la segundo as variadas actividades humanas e a mudança no tratamento do espaço que a arquitectura faz ao longo da história.

## Tradução
Para o português, o livro teve publicações traduzidas pela Lisboa Arcadia 1966, 1977; Martins Fontes 1978, 1994, 1996, traduzido por Maria Isabel Gaspar e Gaëten Martins de Oliveira.